# Pliopapio
{{#ifeq:0|0|{{#if:|{{#if:Pliopapioalemui|[[]}}|}}}}
Pliopapio — вимерлий рід мавп Старого Світу, відомий з останньої частини міоцену до раннього пліоцену в регіоні Афар в Ефіопії. Його вперше було описано на основі дуже великої серії скам'янілостей із місця Араміс у Середньому Аваші, вік яких за 40Ar/39Ar датується 4,4 мільйонами років. З тих пір його було знайдено з відкладень такого ж віку в Гоні, приблизно в 75 км на північ. Додаткові скам'янілості з Середнього Аваша розширюють його відомий часовий діапазон щонайменше до 5,3 мільйона років тому. Відомий лише один вид, Pliopapio alemui.

## Опис
На основі стоматологічних вимірювань, за оцінками, жінки мають середню вагу тіла 8,5 кг, а чоловіки приблизно 12 кг. Пліопапіо мав відносно подовжену та вузьку морду та мозкову оболонку, у якій були відсутні надбудови, такі як сагітальний або потиличний гребінь. За зубами він схожий на більшість мавп-папіонін, але моляри дещо вужчі та вищі.

## Дієта
Зуби припускають, що він мав всеїдну дієту, подібну до багатьох живих папіонінів. Аналіз жувальних поверхонь молярів виявив, що мікрозношення відповідає дієті з фруктами та/або листям, і частково м'якшими продуктами.